# Herb gminy Olesno (województwo małopolskie)
Herb gminy Olesno – jeden z symboli gminy Olesno, ustanowiony 6 listopada 2014.

## Wygląd i symbolika
Herb przedstawia na tarczy w polu błękitnym postać św. Katarzyny Aleksandryjskiej w złotej koronie i takimż nimbem, w szatach czerwonych i srebrnych z atrybutami męczeńskiej śmierci: miecza, gałązki palmowej i koła.